# Liste der Kulturdenkmäler in Schmitten im Taunus
Die folgende Liste enthält die in der Denkmaltopographie ausgewiesenen Kulturdenkmäler auf dem Gebiet  der Gemeinde Schmitten im Taunus, Hochtaunuskreis, Hessen.
Hinweis: Die Reihenfolge der Denkmäler in dieser Liste orientiert sich zunächst an Ortsteilen und anschließend der Anschrift, alternativ ist sie auch nach der Bezeichnung, der vom Landesamt für Denkmalpflege vergebenen Nummer oder der Bauzeit sortierbar.
Kulturdenkmäler werden fortlaufend im Denkmalverzeichnis des Landes Hessen durch das Landesamt für Denkmalpflege Hessen auf Basis des Hessischen Denkmalschutzgesetzes (HDSchG) geführt. Die Schutzwürdigkeit eines Kulturdenkmals hängt nicht von der Eintragung in das Denkmalverzeichnis des Landes Hessen oder der Veröffentlichung in der Denkmaltopographie ab.

Das Vorhandensein oder Fehlen eines Objekts in dieser Liste ist keine rechtsverbindliche Auskunft darüber, ob es Kulturdenkmal ist oder nicht: Diese Liste entspricht möglicherweise nicht dem aktuellen Stand der offiziellen Denkmaltopographie. Diese ist für Hessen in den entsprechenden Bänden der Denkmaltopographie Bundesrepublik Deutschland und im Internet unter DenkXweb – Kulturdenkmäler in Hessen einsehbar. Auch diese Quellen sind, obwohl sie durch das Landesamt für Denkmalpflege Hessen aktualisiert werden, nicht immer aktuell, da es im Denkmalbestand immer wieder Änderungen gibt.
Eine verbindliche Auskunft erteilt allein das Landesamt für Denkmalpflege Hessen.
Nutze diese Kartenansicht, um Koordinaten in der Liste zu setzen. In dieser Kartenansicht sind Kulturdenkmale ohne Koordinaten mit einem roten bzw. orangen Marker dargestellt und können in der Karte gesetzt werden. Kulturdenkmale ohne Bild sind mit einem blauen bzw. roten Marker gekennzeichnet, Kulturdenkmale mit Bild mit einem grünen bzw. orangen Marker.

## Arnoldshain
| Bild                      | Bezeichnung                                | Lage                                                                          | Beschreibung | Bauzeit | Objekt-Nr. |
| ------------------------- | ------------------------------------------ | ----------------------------------------------------------------------------- | --- | ------- | ---------- |
| weitere Bilder            | Evangelische Akademie                      | Arnoldshain, Am Eichwaldsfeld 3 LageFlur: 12, Flurstück: 35/3                 | |         | 100370 DDB |
| weitere Bilder            | Evangelisches Pfarrhaus                    | Arnoldshain, Kirchgasse 15 LageFlur: 15, Flurstück: 7/1                       | |         | 100368 DDB |
| weitere Bilder            | Evangelische Laurentiuskirche mit Kirchhof | Arnoldshain, Kirchgasse 17 LageFlur: 15, Flurstück: 8/2                       | |         | 100369 DDB |
| Oberdorfstraße 2          | Wohnhaus Oberdorfstraße 2                  | Arnoldshain, Oberdorfstraße 2 LageFlur: 14, Flurstück: 162/2                  | |         | 100371 DDB |
| Altes Rathaus Arnoldshain | Altes Rathaus                              | Arnoldshain, Rathausplatz 1, Rathausplatz LageFlur: 14, Flurstück: 168, 300/7 | |         | 100373 DDB |
| weitere Bilder            | Ehrenmal                                   | Arnoldshain, Taunusstraße (ohne Nummer) LageFlur: 14, Flurstück: 407/37       | Das Mahnmal für die in beiden Weltkriegen gefallenen Arnoldsheimer wurde durch den Frankfurter Bildhauer August Bischoff geschaffen und am 19. September 1926 eingeweiht | 1926    | 100374 DDB |
| Taunusstraße 9            | Fachwerkanwesen Taunusstraße 9             | Arnoldshain, Taunusstraße 9 LageFlur: 14, Flurstück: 243/3                    | |         | 100372 DDB |

## Brombach
| Bild              | Bezeichnung                        | Lage                                                     | Beschreibung | Bauzeit | Objekt-Nr. |
| ----------------- | ---------------------------------- | -------------------------------------------------------- | ------------ | ------- | ---------- |
| Usinger Straße 16 | Fachwerkwohnhaus Usinger Straße 16 | Brombach, Usinger Straße 16 LageFlur: 3, Flurstück: 53/4 |              |         | 100375 DDB |
| weitere Bilder    | Fachwerkwohnhaus Usinger Straße 21 | Brombach, Usinger Straße 21 LageFlur: 3, Flurstück: 8/1  |              |         | 100376 DDB |
| weitere Bilder    | Alte Schule                        | Brombach, Usinger Straße 25 LageFlur: 3, Flurstück: 6    |              |         | 100377 DDB |
| weitere Bilder    | Altes Rathaus                      | Brombach, Usinger Straße 35 LageFlur: 3, Flurstück: 80   |              |         | 100378 DDB |
| Usinger Straße 37 | Dreiseithof Usinger Straße 37      | Brombach, Usinger Straße 37 LageFlur: 3, Flurstück: 79   |              |         | 100379 DDB |

## Dorfweil
| Bild                         | Bezeichnung         | Lage                                                          | Beschreibung | Bauzeit | Objekt-Nr. |
| ---------------------------- | ------------------- | ------------------------------------------------------------- | ------------ | ------- | ---------- |
| Evangelische Kirche Dorfweil | Evangelische Kirche | Dorfweil, Erlenweg 10a LageFlur: 2, Flurstück: 54             |              |         | 100380 DDB |
| weitere Bilder               | Ehrenmal            | Dorfweil, Ringstraße ohne Nummer LageFlur: 2, Flurstück: 45/7 |              |         | 100700 DDB |

## Hunoldstal
| Bild              | Bezeichnung | Lage                                                   | Beschreibung | Bauzeit | Objekt-Nr. |
| ----------------- | ----------- | ------------------------------------------------------ | ------------ | ------- | ---------- |
| Backes Hunoldstal | Backhaus    | Hunoldstal, Im Gründchen 2 LageFlur: 3, Flurstück: 2/2 |              |         | 100776 DDB |

## Niederreifenberg
| Bild                           | Bezeichnung                                  | Lage                                                                                      | Beschreibung | Bauzeit   | Objekt-Nr. |
| ------------------------------ | -------------------------------------------- | ----------------------------------------------------------------------------------------- | --- | --------- | ---------- |
| weitere Bilder                 | Neues Schulhaus                              | Niederreifenberg, Brunhildestraße 18 LageFlur: 3, Flurstück: 33/10                        | Nachdem das alte Schulhaus in der Hauptstraße von 1840 zu klein geworden war, wurde im Jahr 1912 vom Architekten Karl Schweighöfer aus Usingen eine neue Schule (die heutige Alte Schule) errichtet. Einzelne Räume der Alten Schule wurden ab 1924 zeitweise auch als Rathaus genutzt. 1973 wurde die Grundschule Niederreifenberg mit der in Oberreifenberg organisatorisch zur Grundschule Reifenberg zusammengefasst. | 1911–1912 | 100381 DDB |
| weitere Bilder                 | Sachgesamtheit Großer Feldberg               | Niederreifenberg, Großer Feldberg 2, Großer Feldberg 1 LageFlur: 9, Flurstück: 4/25, 4/28 | Die Sachgesamtheit Großer Feldberg umfasst das Gipfelplateau und dort insbesondere den Aussichtsturm Großer Feldberg und die Sendeanlagen auf dem Großen Feldberg. |           | 738380 DDB |
| Hauptstraße 4                  | Doppelwohnhaus Hauptstraße 4                 | Niederreifenberg, Hauptstraße 4 LageFlur: 1, Flurstück: 226                               | | um 1800   | 100382 DDB |
| Alte Schule (Niederreifenberg) | Altes Schulhaus                              | Niederreifenberg, Hauptstraße 47 LageFlur: 3, Flurstück: 35/7                             | |           | 100386 DDB |
| weitere Bilder                 | Glockenhaus mit Kruzifix                     | Niederreifenberg, Johannisstein LageFlur: 5, Flurstück: 236/67, 237/68, 241/69            | Da der Dachreiter aus statischen Gründen nicht geeignet war, ein schweres Glockenwerk zu tragen, wurde 1925 etwa 120 Meter entfernt ein Glockenturm auf dem Johannisstein errichtet. Die Glocke wurde elektrisch von der Kirche aus ausgelöst. Auch nach dem Kirchenneubau ist der Glockenturm immer noch in Benutzung.                                                                                                   | 1925      | 100555 DDB |
| weitere Bilder                 | Ehem. kath. Kirche Sankt Johannes der Täufer | Niederreifenberg, Zum Johannisstein 2 LageFlur: 2, Flurstück: 123/6                       | |           | 100387 DDB |

## Oberreifenberg
| Bild                      | Bezeichnung                                                                                       | Lage                                                                  | Beschreibung | Bauzeit | Objekt-Nr. |
| ------------------------- | ------------------------------------------------------------------------------------------------- | --------------------------------------------------------------------- | ------------ | ------- | ---------- |
| Bassenheimer Grabkapelle  | Sankt Gertrudiskapelle (Bassenheimer Grabkapelle)                                                 | Oberreifenberg, Bassenheimer Grabkapelle LageFlur: 7, Flurstück: 14   |              | 1711    | 738003 DDB |
| weitere Bilder            | Burgruine Hattstein                                                                               | Oberreifenberg, Burgruine Hattstein LageFlur: 1, Flurstück: 1         |              |         | 100388 DDB |
| weitere Bilder            | Burg Reifenberg                                                                                   | Oberreifenberg, Burgruine Reifenberg LageFlur: 9, Flurstück: 2/2, 3/1 |              |         | 737998 DDB |
| Fachwerkhaus Pfarrgasse 2 | Fachwerkhaus Pfarrgasse 2                                                                         | Oberreifenberg, Pfarrgasse 2 LageFlur: 8, Flurstück: 76               |              |         | 100390 DDB |
| Altes Pfarrhaus           | Altes Pfarrhaus                                                                                   | Oberreifenberg, Pfarrgasse 3 LageFlur: 8, Flurstück: 73               |              |         | 100391 DDB |
| weitere Bilder            | 'Bassenheimer Schlösschen' mit Nebengebäude, Garten mit Stütz- und Umfassungsmauern und Pavillons | Oberreifenberg, Schloßstraße 1 LageFlur: 8, Flurstück: 86/4           |              |         | 100392 DDB |
| weitere Bilder            | Kath. Pfarrkirche Sankt Georg                                                                     | Oberreifenberg, Siegfriedstraße LageFlur: 9, Flurstück: 63/1          |              |         | 100394 DDB |
| weitere Bilder            | Wegekreuz                                                                                         | Oberreifenberg, Unteres Kapellenfeld LageFlur: 7, Flurstück: 4/5      |              |         | 100389 DDB |

## Schmitten
| Bild                 | Bezeichnung                                  | Lage                                                                    | Beschreibung | Bauzeit         | Objekt-Nr. |
| -------------------- | -------------------------------------------- | ----------------------------------------------------------------------- | ------------ | --------------- | ---------- |
| weitere Bilder       | Katholische Pfarrkirche Sankt Karl Borromäus | Schmitten, Dorfweiler Straße 2 LageFlur: 15, Flurstück: 1               |              | 1893            | 737964 DDB |
| weitere Bilder       | Pfarrhaus                                    | Schmitten, Dorfweiler Straße 2 LageFlur: 14, Flurstück: 77/1            |              | 1894            | 737964 DDB |
| Dorfweiler Straße 8  | Anwesen Dorfweiler Straße 8                  | Schmitten, Dorfweiler Straße 8 LageFlur: 14, Flurstück: 4               |              | 18. Jahrhundert | 100360 DDB |
| Dorfweiler Straße 12 | Wohnhaus Dorfweiler Straße 12                | Schmitten, Dorfweiler Straße 12 LageFlur: 14, Flurstück: 6              |              | 18. Jahrhundert | 100361 DDB |
| Dorfweiler Straße 14 | Fachwerkhaus Dorfweiler Straße 14            | Schmitten, Dorfweiler Straße 14 LageFlur: 14, Flurstück: 7              |              | 18. Jahrhundert | 100362 DDB |
| weitere Bilder       | Doppelwohnhaus Hermannsweg 1/2               | Schmitten, Hermannsweg 1/2 LageFlur: 15, Flurstück: 135, 136            |              | 1670            | 100365 DDB |
| weitere Bilder       | Ehrenmal                                     | Schmitten, Im Ort (bei Dorfweiler Straße 2) LageFlur: 14, Flurstück: 66 |              | 1925            | 100774 DDB |
| weitere Bilder       | Jüdischer Friedhof                           | Schmitten, Kohlberg LageFlur: 18, Flurstück: 124                        |              | 1820            | 100358 DDB |
| Wenzelstraße 1       | Wohnhaus Wenzelstraße 1                      | Schmitten, Wenzelstraße 1 LageFlur: 14, Flurstück: 51/2                 |              | 1750            | 100366 DDB |

## Seelenberg
| Bild           | Bezeichnung                | Lage                                                          | Beschreibung | Bauzeit | Objekt-Nr. |
| -------------- | -------------------------- | ------------------------------------------------------------- | ------------ | ------- | ---------- |
| weitere Bilder | Kath. Kirche Sankt Casimir | Seelenberg, Camberger Straße 6 LageFlur: 8, Flurstück: 129/2  |              |         | 100395 DDB |
| weitere Bilder | Camberger Straße 17        | Seelenberg, Camberger Straße 17 LageFlur: 7, Flurstück: 467/1 |              |         | 100396 DDB |
| weitere Bilder | Camberger Straße 18        | Seelenberg, Camberger Straße 18 LageFlur: 8, Flurstück: 118/1 |              |         | 100397 DDB |
| weitere Bilder | Camberger Straße 23        | Seelenberg, Camberger Straße 23 LageFlur: 7, Flurstück: 458/1 |              |         | 100772 DDB |

## Treisberg
| Bild           | Bezeichnung | Lage                                                  | Beschreibung | Bauzeit | Objekt-Nr. |
| -------------- | ----------- | ----------------------------------------------------- | ------------ | ------- | ---------- |
| weitere Bilder | Alte Schule | Treisberg, Am Pferdskopf 2 LageFlur: 2, Flurstück: 34 |              |         | 100771 DDB |